# Romain Le Roux
Romain Le Roux (Guipavas, 3 de julio de 1992) es un ciclista francés que fue profesional entre 2015 y 2020.
En 2018 fichó por el Fortuneo-Samsic, fichaje que fue posible gracias a un micromecenazgo para poder correr en este equipo. Allí permaneció hasta el año 2020, anunciando su retirada al término de la temporada.
Es primo del también ciclista Franck Bonnamour.

## Palmarés
- Aún no ha conseguido ninguna victoria como profesional